# Ruda (Włocławek)
Ruda – osiedle włocławskie, znajdujące się w dzielnicy Południe. Zostało włączone do granic miasta rozporządzeniem Rady Ministrów z 28 stycznia 1927 roku, wydanym na wniosek wcześniejszej uchwały Rady Miasta.

## Położenie
Ruda jest najbardziej wysuniętą na północny zachód częścią dzielnicy Południe i tym samym jednym z osiedli granicznych Włocławka. Na północnym wschodzie graniczy z włocławskimi osiedlami Rumunki Zarudzkie i Świech. Na północnym i południowym zachodzie graniczy z osadami Poraza i Przyruda, zaś na południowym wschodzie z terenem należącym do Nadleśnictwa Włocławek. Przez całą długość osiedla przepływa rzeka Zgłowiączka, przez którą przerzucono dwa mosty.
W bezpośrednim sąsiedztwie osiedla, na terenie leśnictwa Brześć Kujawski znajduje się skarpa nad Zgłowiączką.

## Historia

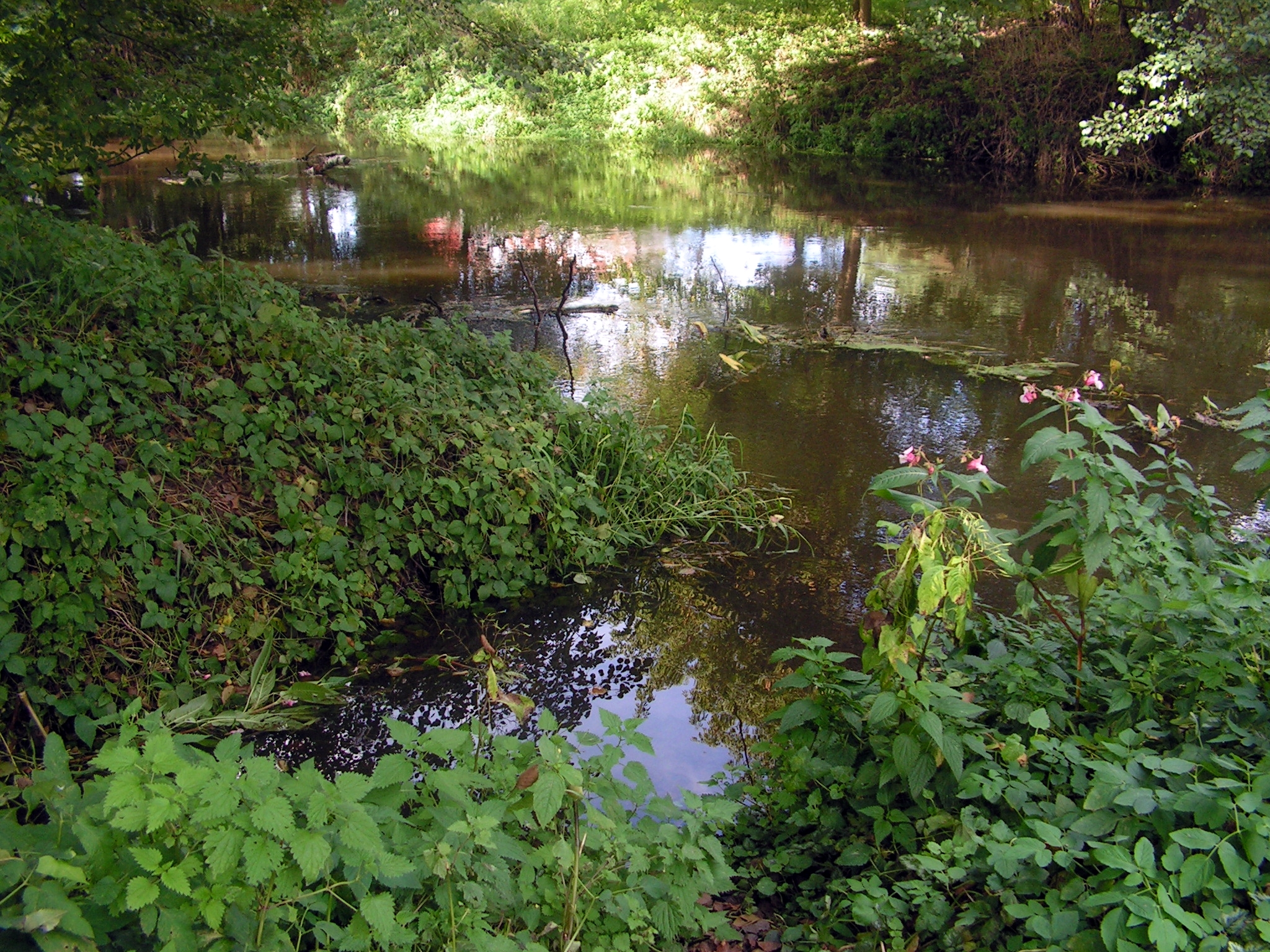
Struga wpływająca do rzeki Zgłowiączki na terenie osiedla Ruda

Pierwotnie Ruda była osadą młyńską. Młyn Rudny nazywany był też po prostu Ruda lub Młynem Żelaznym. Ta ostatnia nazwa wzięła się od przepływającej przez nią strugi nazywanej wodą żelazną, która odprowadzała do Wisły wody z łąk i błot na tym terenie. Ruda była jednym z najstarszych młynów na terenie dzisiejszego Włocławka. Po raz pierwszy wymienia się go w przywileju lokacyjnym wydanym w 1339 roku przez biskupa Macieja Gołańczewskiego. Został on wówczas nadany na prawie dziedzicznym dwóm niezależnym od siebie urzędującym wtedy we Włocławku wójtom. Zostali oni zwolnieniu z czynszu od prowadzenia młyna. Z pewnością młyn istniał już wcześniej, gdyż biskup zastrzegł w przywileju, że wójtowie muszą go odbudować własnym kosztem. Wcześniej był własnością dziekana kapituły katedralnej we Włocławku. 
23 maja 1541 roku biskup Łukasz Górka nadał przywilej na młyn murarzowi Maciejowi Kokoszce, który wcześniej naprawił go własnym sumptem. Otrzymał on też przyległe role i łąki oraz prawo do łowienia ryb małą siecią w jeziorze Grzywno. Kokoszka zobowiązany był do bezpłatnego mielenia zboża na rzecz Zamku Biskupiego oraz dostarczania mu corocznie 30 korcy żyta na wspomnienie Świętego Marcina w dniu 11 listopada. Biskup zastrzegł sobie prawo do możliwości odebrania młyna pod warunkiem zwrotu kosztów poniesionych na jego rzecz przez dzierżawcę.
Kolejny przywilej na młyn wydał biskup Jan Drohojowski 20 września 1553 roku. W zamian za 40 grzywien monety polskiej otrzymał go radny miasta Marcin Pruszak. Nowy dzierżawca zobowiązany był do oddawania na rzecz zamku dwóch z trzecich miar zboża oraz nieodpłatnego mielenia na rzecz włocławskich piekarzy i poddanych dóbr biskupich. Biskup zobowiązał się do pokrywania 2/3 kosztów utrzymania i napraw młyna. Pozostawił sobie prawo do odebrania go Pruszakowi bądź jego spadkobiercom pod warunkiem wypłacenia 50 grzywien monety polskiej. Przywilej ten potwierdził biskup Stanisław Karnkowski w dn. 5 marca 1573 roku, wydanym wtedy dla spadkobiercy Marcina, Jakuba Pruszaka. Powiększył on sumę wykupu o 170 florenów polskich.
Następnie młyn wymieniany jest w inwentarzach dóbr Włocławka z 1582, 1598 i 1604 roku. Ten ostatni wymienia, że do osady przynależą obszerne grunty rolne i staw z rybami. Jednocześnie podaje, że budynki młyńskie uległy zniszczeniu, oraz że na skutek zaniedbań młynarza nie przynoszą dochodów. Pojawia się też informacja, że młyn został zwolniony z obowiązku tuczenia wieprzy na rzecz zamku.

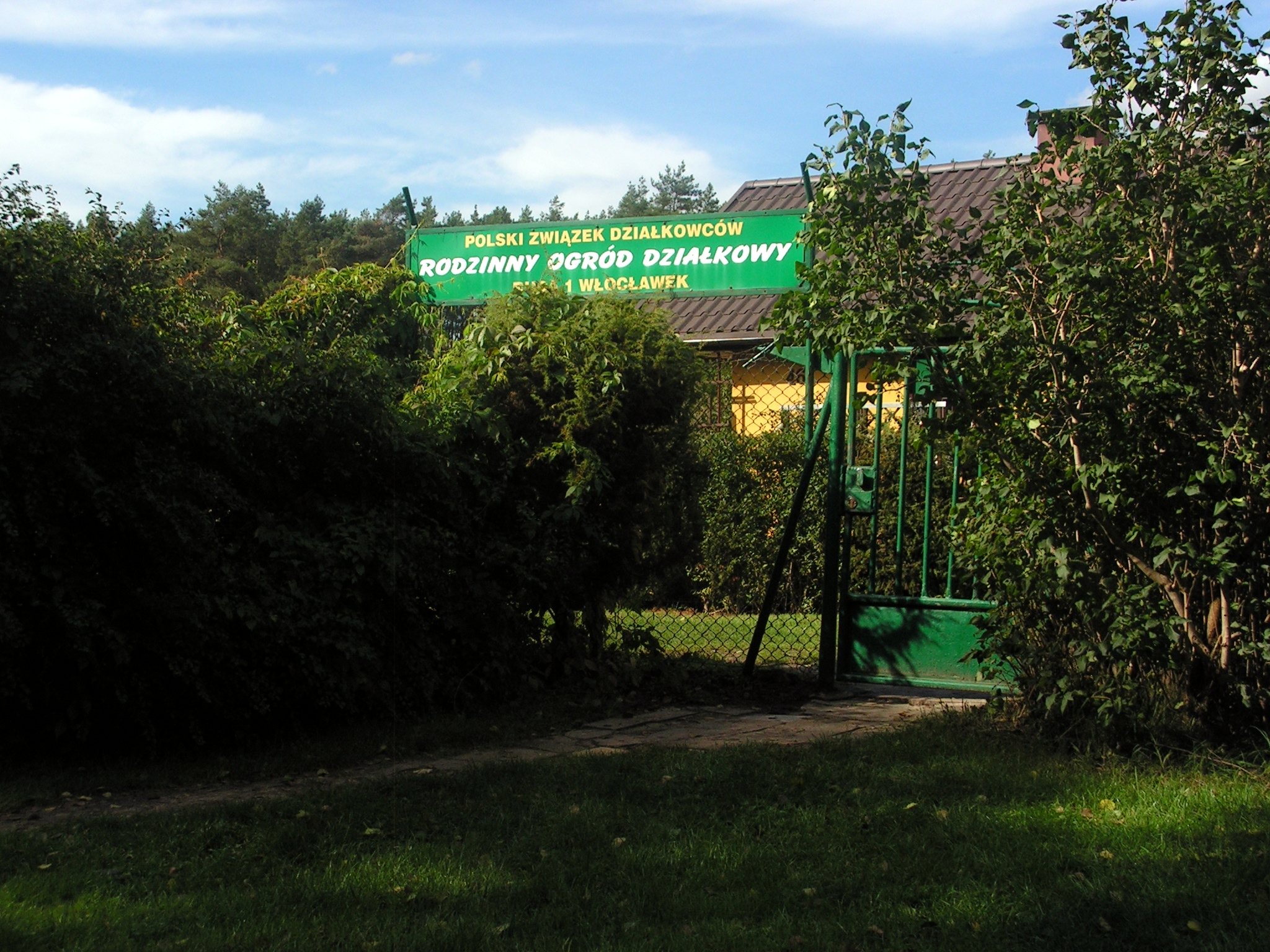
Wejście na teren ROD Ruda I, nazwanych tak od tutejszego osiedla

Ruda znajdowała się w granicach parafii św. Jana Chrzciciela we Włocławku od jej założenia aż do 1922 roku, kiedy to weszła w obręb nowo powstałej parafii św. Stanisława. W aktach wizytacji biskupiej parafii św. Jana w 1594 roku zapisano, że kapelan Kaplicy Pięciu Ran Chrystusa (dziś znanej jako Kaplica św. Zyty) ma prawo do darów z natury m.in. z młyna Rudnego. Dobroczyńcami kaplicy była rodzina Kokoszków, której przedstawiciel był wcześniej młynarzem w Rudzie.
Młyn Rudny upadł pod koniec XVIII wieku. W chwili włączenia Rudy w granice miasta Włocławka w 1927 roku, była ona nazywana wsią. Począwszy od XX wieku, na terenie osady znajdują się liczne ogrody działkowe. Są to m.in. ROD: Ceramik, Ustronie, Pigwa, Moniuszko, Azoty II, Lisek, Ruda I i Ruda II.

## Galeria

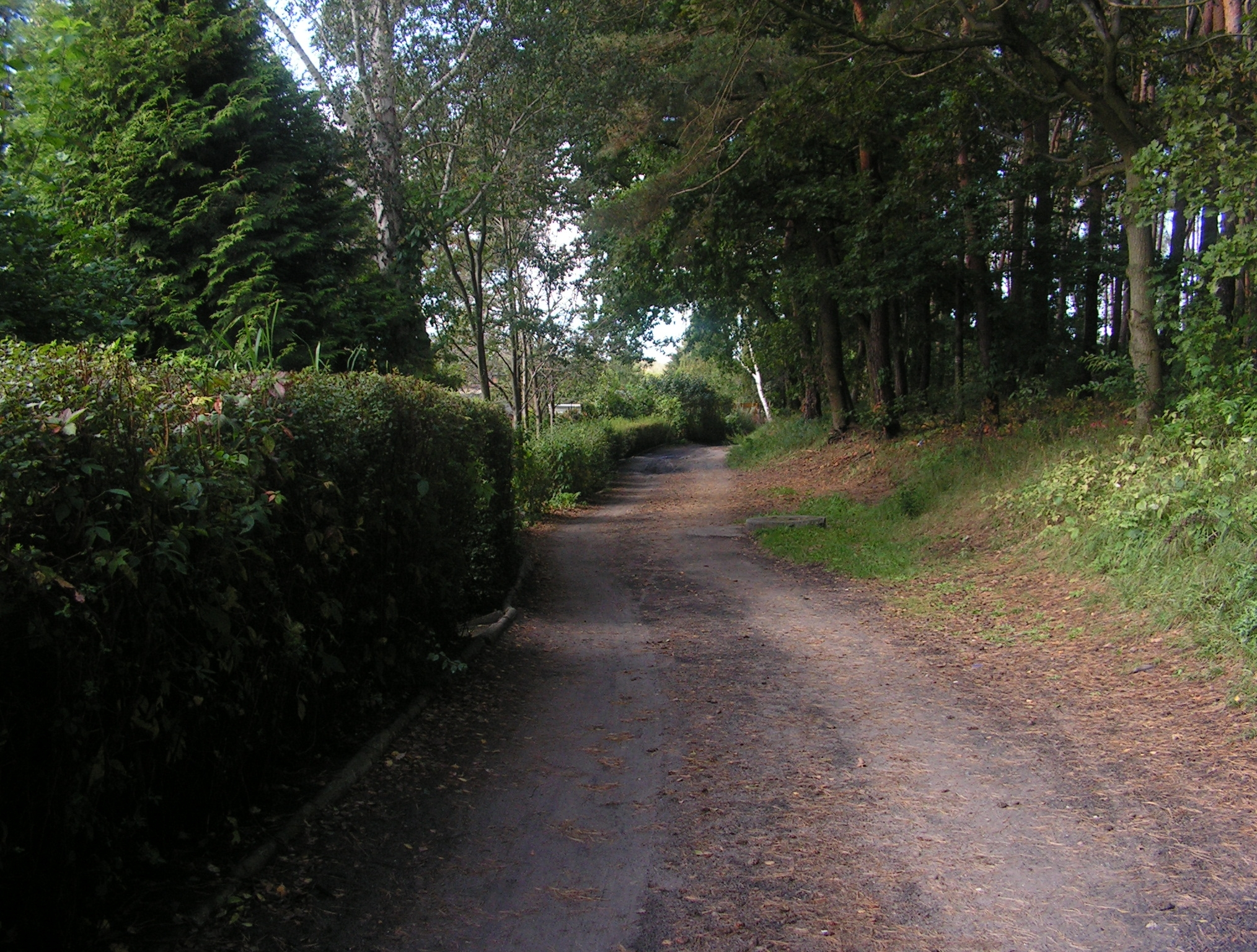
Ścieżka prowadząca na teren osiedla, będąca przedłużeniem ulicy Gajowej
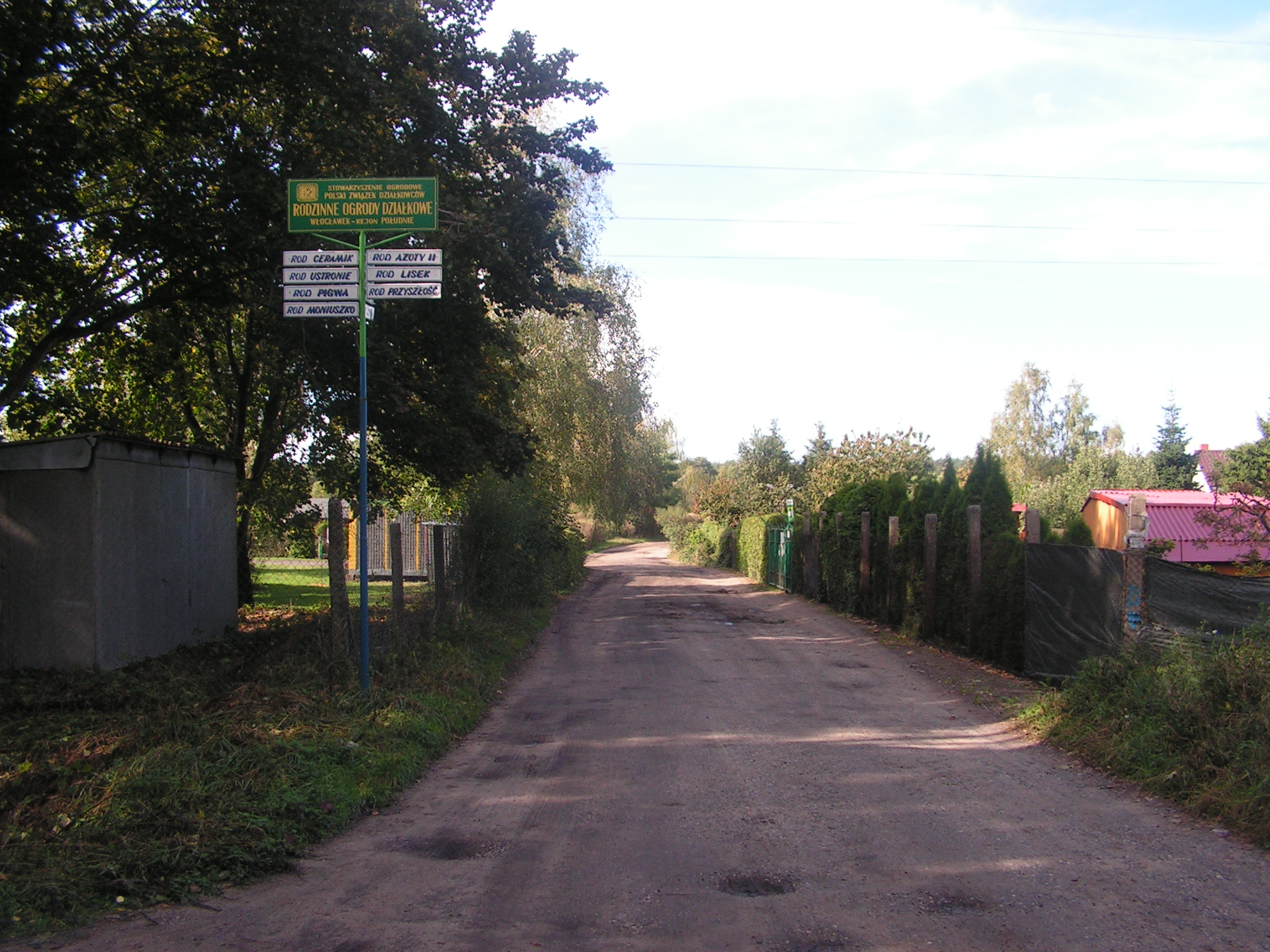
Ścieżka na terenie osiedla, po lewej stronie znak kierujący do poszczególnych ogrodów działkowych
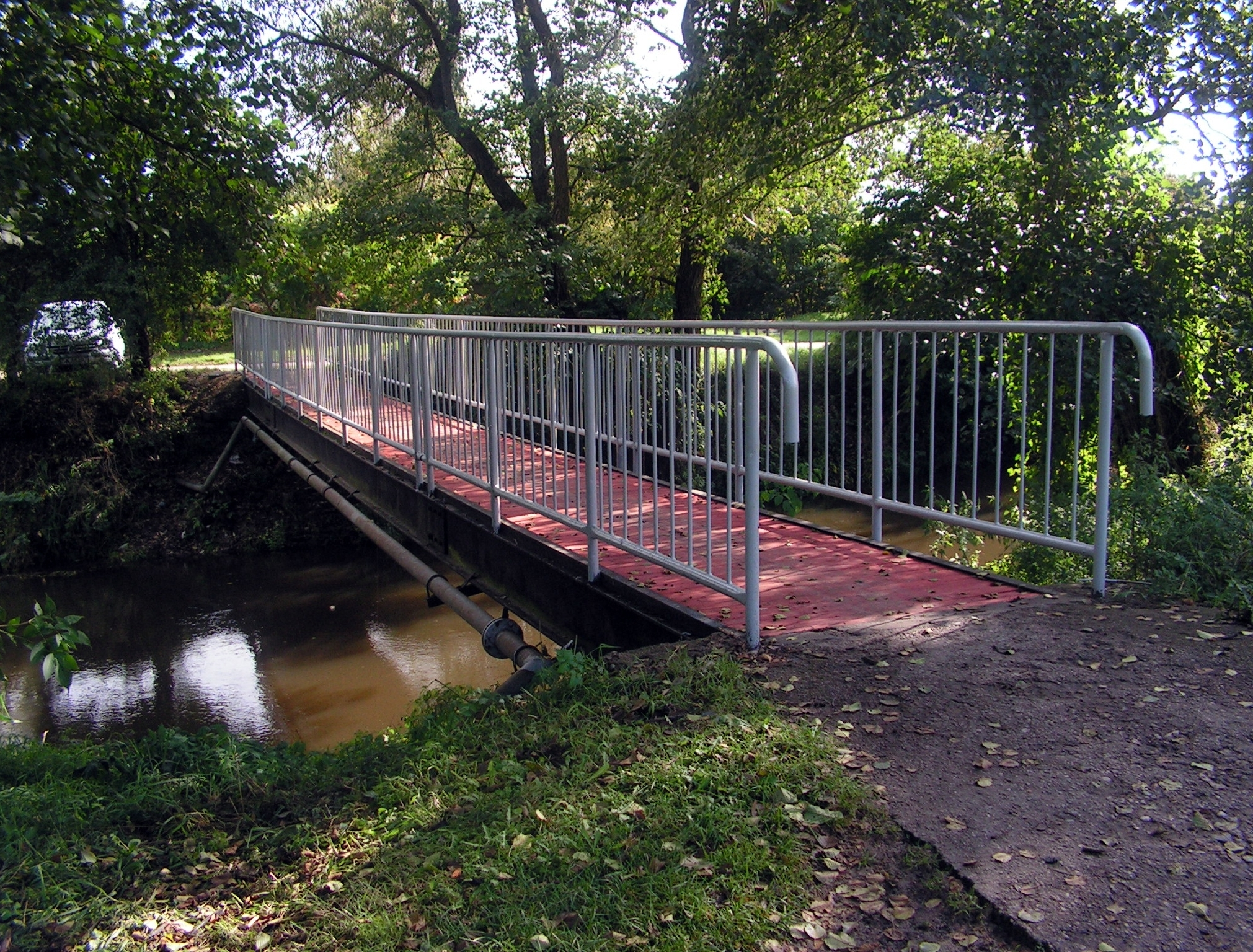
Pierwszy most nad Zgłowiączką na terenie osiedla, prowadzący bezpośrednio do wejścia do ROD Ruda I
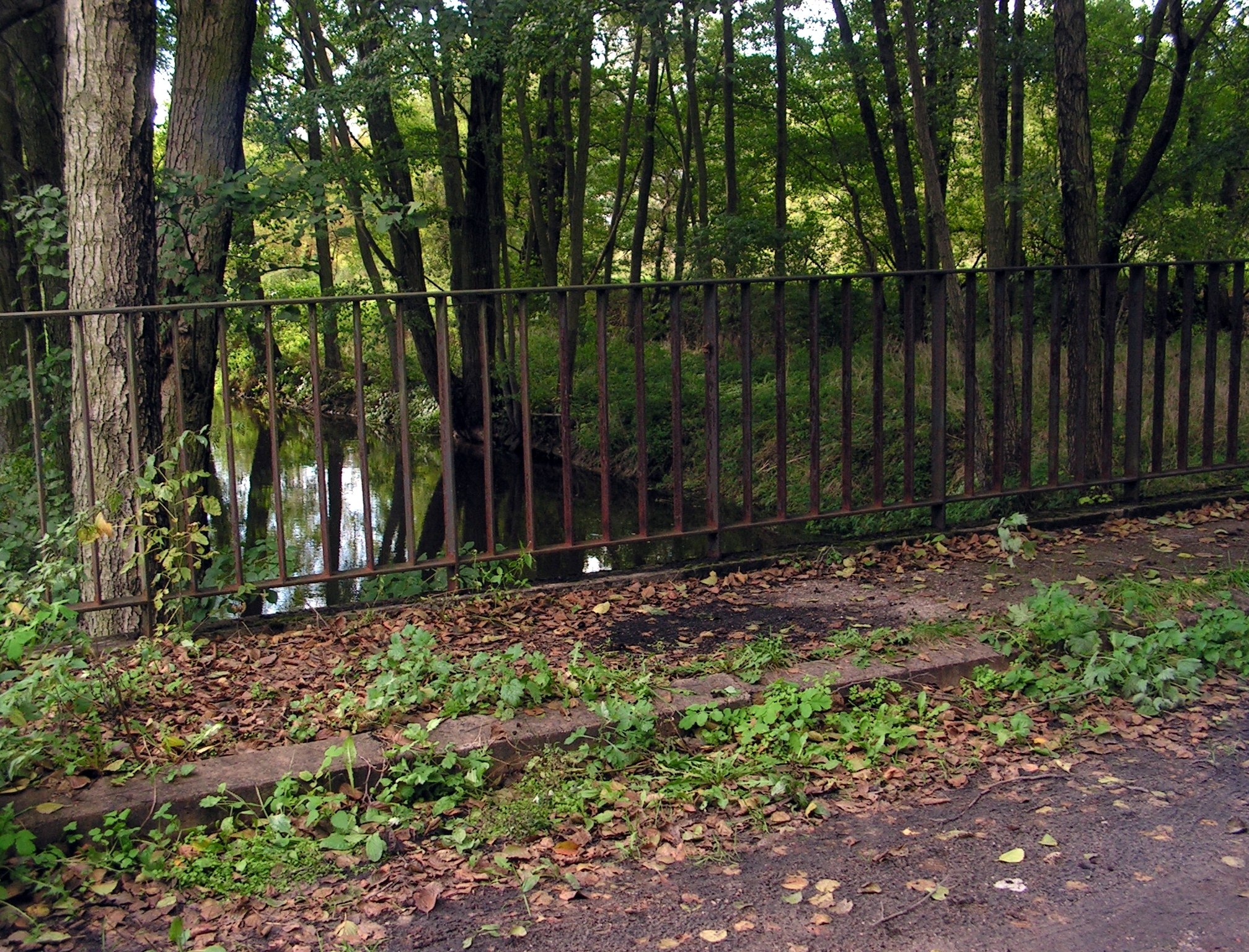
Drugi most nad rzeką Zgłowiączką na terenie osiedla
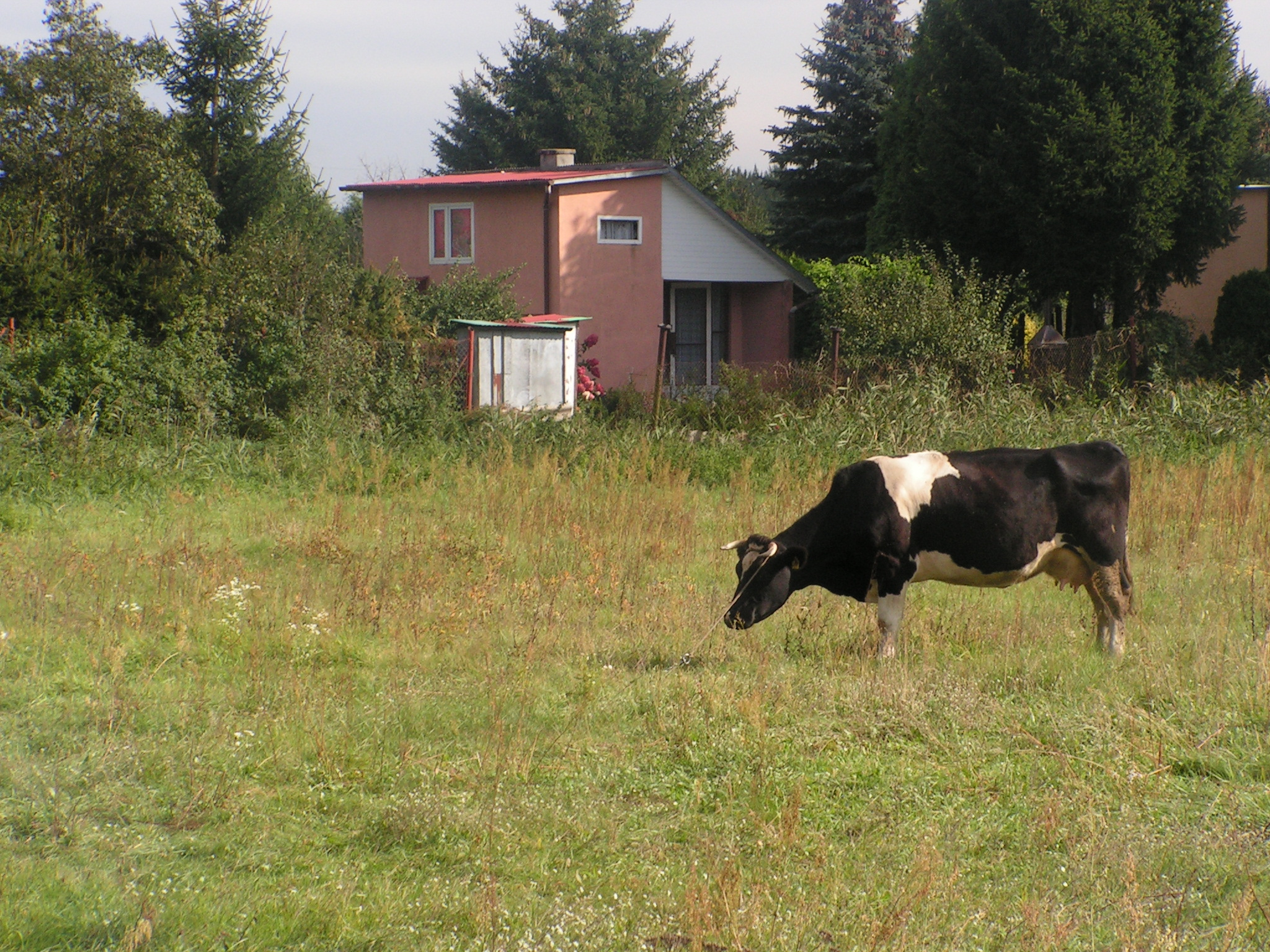
Krowa pasąca się na łące, będącej punktem granicznym osiedla i tym samym miasta Włocławka
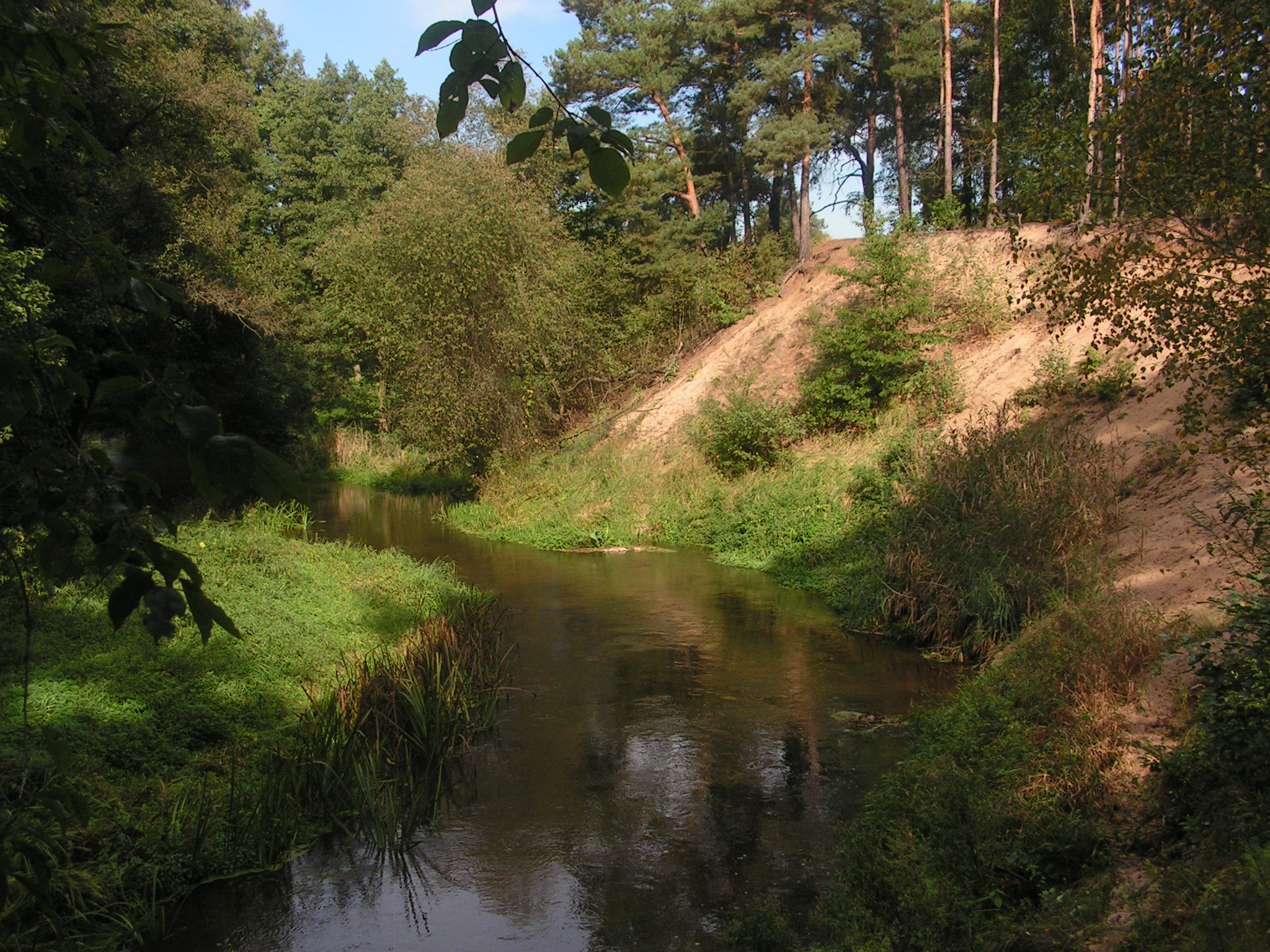
Skarpa nad Zgłowiączką w bezpośrednim sąsiedztwie osiedla